# Kontseilua
Euskalgintzaren Kontseilua, sovint abreujat com a Kontseilua (i fins al desembre de 2020 Euskararen Gizarte Erakundeen Kontseilua), és una plataforma d'organitzacions socials basques que tenen com a objectiu la defensa dels drets lingüístics i el ple desenvolupament i normalització de la llengua basca. Des del 2022 la secretària general n'és Idurre Eskisabel. Abans ho havia estat Paul Bilbao d'ençà el 2010, i des de la creació fins aleshores Xabier Mendiguren en va ocupar el càrrec.
La reunió fundacional es va celebrar el 6 de desembre de 1997 a Durango, i la seva seu es troba al Parc Cultural Martin Ugalde d'Andoain. Entre les primeres organitzacions membres de Kontseilua figuren Eusko Ikaskuntza, Athletic Club, Aviron Bayonnais, Deportivo Alavés, Club Atlètic Osasuna, Reial Societat, Comissions Obreres d'Euskadi, Confederació Francesa Democràtica del Treball, Euskal Herriko Nekazarien Elkartea, Solidaritat dels Treballadors Bascos (ELA), Comissions d'Obrers Patriòtics (LAB), Laboral Kutxa, Mondragón Corporación Cooperativa, Universitat de Deusto, Universitat de Mondragón i la Diòcesi de Pamplona. El president de la comissió internacional de Linguapax, Félix Martí, va ser el testimoni honorari d'aquesta primera constitució.